# Orthocentrus intermedius
Orthocentrus intermedius là một loài tò vò trong họ Ichneumonidae.